# Jeanne Villepreux-Power
Jeanne Villepreux-Power, född 24 september 1794 i Juillac, död 25 januari 1871, var en banbrytande fransk marinbiolog.  
En av hennes viktigaste skapelser var det första glasakvariet. Hon var den första biolog som använde sig av ett akvarium för att studera havsarter, och har kallats "akvariofilins moder".
Villepreux-Power var en ledande bläckfiskforskare, och bevisade att Argonauta argo producerar sina egna skal, till skillnad från att förvärva dem. Hon var också en framstående sömmerska, författare och miljövän. Hon var den första kvinnliga medlemmen i Catania Accademia Gioenia och korrespondentmedlem i London Zoological Society och sexton andra lärda sällskap.
Mycket av Villepreux-Powers arbete försvann i ett skeppsvrak 1843. Det var inte förrän långt efter hennes död, 1997, som hennes livsverk återupptäcktes efter att hon varit bortglömd i mer än ett sekel.

## Verk
- Observations et expériences physiques sur plusieurs animaux marins et terrestres, 1839.[11]
- Guida per la Sicilia, 1842.[11]
- Observations et expériences physiques sur la bulla lignaria, l'asterias, l'octopus vulgaris" et la pinna nobilis, 1860.[12]